# Co'Sang
I Co'Sang sono un gruppo musicale hip hop italiano, formatosi a Napoli nel 1997 e composto da Ntò e Luchè.

## Storia

### Gli inizi
Cresciuti nel quartiere Marianella di Napoli, ai confini con Scampia, Piscinola, Chiaiano e Miano, hanno iniziato il loro percorso musicale con gli pseudonimi Tony Molla e Luca Malphi e la partecipazione all'album autoprodotto Spaccanapoli (1997) del collettivo napoletano Clan Vesuvio, con la traccia Paura che passa, scritta e prodotta con Denè e Dayana, inizialmente membri dei Co'Sang. La divisione tra Ntò e Luchè, e Denè e Dayana, assesta il gruppo con la nuova formazione, dedita a uno stile fatto di decisione e di rade presenze sulla scena discografica hip hop, prediligendo l'attività dal vivo.
Solo nel biennio 2005-2006 il duo ha iniziato una serie di collaborazioni con artisti importanti del panorama nazionale come Rischio e Inoki, rispettivamente nei dischi Reloaded - Lo spettacolo è finito Pt. 2 e The Newkingztape Vol. 1. La compilation Napolizm: a Fresh Collection of Neapolitan Rap (2005) ha ospitato due brani dei rapper partenopei: Int 'O Rione e Pnzier' pesant con i Fuossera.

### Chi more pe' mme
Sempre nel 2005 la band ha pubblicato il primo album, intitolato Chi more pe' mme, composto da 16 tracce, che dipingono una Napoli attuale e senza molti spazi ai compromessi, i testi sono realizzati in napoletano. Le produzioni sono affidate a Luchè, ad eccezione di tre tracce realizzate da 'O Red del Clan Vesuvio, vi partecipano anche il rapper Lucariello, il trio dei Fuossera, il rapper giamaicano 2Bad, il cantante reggae statunitense Elementree e il pianista Giuseppe Avitabile. A ottobre del 2006 la Universal Music Group ha deciso di occuparsi della distribuzione di Chi more pe' mme. La possibilità di essere prodotti da una major ha dato visibilità al duo, che ha ottenuto la copertina della rivista Rumore sul numero 168. L'uscita del disco ha poi portato i Co'Sang a diversi concerti in giro per l'Italia.
Il rumore suscitato dal realismo delle liriche, non filtrate attraverso la politicizzazione che ha contraddistinto ad esempio i lavori dei 99 Posse, ha portato il duo ad un'intervista con l'autore e giornalista Roberto Saviano sul numero de La Repubblica XL di settembre 2006. Al termine dell'anno hanno pubblicato il singolo Fin quanno vai 'ncielo, con la partecipazione del cantante napoletano Pino Mauro.

### Vita bona
A marzo 2009 ritornano sulle scene musicali con un nuovo singolo chiamato Nun saje Nient 'e Me, realizzato in collaborazione con i Fuossera, singolo che anticipa l'album Vita bona, uscito a novembre.
Nel 2010 Luchè ha partecipato al progetto Diversidad, che racchiude 20 artisti da tutta Europa. Il progetto ha già pubblicato un disco intitolato The Experience, nel quale il rapper napoletano prende parte a sei brani. L'anno seguente il duo è stato impegnato in vari featuring con molti artisti della scena hip hop italiana. Di rilievo anche la presentazione del video di Vita bona, traccia principale del loro secondo album. Dal 1º al 4 novembre 2010 i Co'Sang sono stati ospiti del programma radiofonico di Radio Deejay, The Flow, dove entrambi vengono intervistati e hanno la possibilità di scegliere a proprio piacimento dei video musicali da mandare in onda, seguendo la scaletta del programma.
Il 14 febbraio 2012 il gruppo si scioglie comunicando la decisione ai suoi fan attraverso un messaggio su Facebook in cui si dice che l'album in programma per aprile è stato annullato in quanto non più rappresentativo del gruppo e che i due componenti, Ntò e Luchè, seguiranno dei progetti individuali.

### Dopo la divisione
Subito dopo la divisione del gruppo, Vacca in collaborazione con Ntò pubblica il singolo Kill Dem All che fa parte dell'album di Vacca, Pazienza. Nel brano spunta un verso di Ntò: «Non serve che eviti, so che lo meriti, adesso vieni qui, sto con la voodoo family, non difendi ma ti vendi la tua gente infame, se li offendi e poi ti penti che lo fai a fare?!».
Qualche periodo dopo, nella canzone Soltanto pesi assieme a Franco Ricciardi, Luchè scrive in un verso: «adesso conto soldi meno sporchi di persone che ho lasciato al mio passato».
Il 19 giugno 2012 Luchè ha pubblicato il primo album da solista, intitolato L1, mentre il 5 marzo 2013 è stata la volta di Il coraggio impossibile di Ntò. Nel corso degli anni entrambi gli artisti hanno proseguito la pubblicazione di ulteriori album in studio, collaborando inoltre con vari artisti della scena hip hop e non.

### La reunion eDinastia
Il 2 maggio 2024 i Co'Sang hanno annunciato la loro reunion attraverso un cortometraggio pubblicato su Instagram. Alla fine del filmato appare una scritta in cui viene annunciato il loro primo concerto dopo la separazione, fissato al 17 settembre seguente in Piazza del Plebiscito; il giorno successivo il duo ha annunciato la seconda data nella stessa location, dato il tutto esaurito dei biglietti per la prima data in un quarto d'ora. Nei giorni successivi hanno rivelato il terzo album, Dinastia, pubblicato il 30 agosto e anticipato dal singolo O primm post.

## Discografia

### Album in studio
- 2005 – Chi more pe' mme
- 2009 – Vita bona
- 2024 – Dinastia

### Mixtape
- 2010 – Poesia cruda mixtape vol. 1

### Singoli
- 2011 – L'invidia
- 2024 – O primm post

### Collaborazioni
- 2005 – Fuossera feat. Co'Sang – Pnzier' pesant (da Napolizm)
- 2005 – Club Dogo feat. Co'Sang – You Know NA-MI (da Roccia Music I)
- 2005 – Mr. Phil feat. Co'Sang – Taglia a' curt (da Guerra fra poveri)
- 2005 – DJ Fast feat. Co'Sang – Intro (da Fast World Vol. 2)
- 2006 – Rubo feat. Co'Sang – Mantien 'a Capa (da Infinite Beats)
- 2006 – Inoki feat. Co'Sang – Grandine (da The Newkingztape Vol. 1)
- 2006 – Rischio feat. Co'Sang – Easy Rider (da Reloaded – Lo spettacolo è finito Pt. 2)
- 2007 – Fuossera feat. Co'Sang – L'essere (da Spirito e materia)
- 2008 – Big Aim & Yaky feat. Co'Sang – Tuoccame pe' sempe (da Hagakure)
- 2008 – Sangue Mostro feat. Co'Sang, Casti' e B.Fiengo – Napoli pt. 2 (da L'urdimu tip)
- 2008 – Marracash feat. Co'Sang – Triste ma vero (da Marracash)
- 2008 – Aban feat. Co'Sang – Appeso ad un filo (da La bella Italia)
- 2009 – Gué Pequeno feat. Co'Sang e Fuossera – A vita veloce Skit (da Fastlife Mixtape Vol. 2 - Faster Life)
- 2010 – Club Dogo feat. Co'Sang – Anni zero (da Che bello essere noi)
- 2010 – Patto MC feat. Co'Sang - Da 20 anni a mo' (da Vado bene così)
- 2011 – Franco Ricciardi feat. Co'Sang e Ivan Granatino – Stand By (da Zoom)
- 2011 – Shablo e Don Joe feat. Co'Sang – Perché posso (da Thori & Rocce)
- 2011 – Marracash feat. Co'Sang – Se la scelta fosse mia (da Roccia Music II)
- 2011 – Marracash feat. Co'Sang – Noi no (da King del rap)
- 2011 – Enzo Avitabile feat. Co'Sang – Mai cchiù (da Black Tarantella)
- 2024 – Geolier feat. Co'Sang – Cchiu' fort (da Dio lo sa)